# Hassan Tambakti
Hassan Tambakti (en árabe: حسان التمبكتي‎; Riad, Arabia Saudita, 9 de febrero de 1999) es un futbolista saudí. Juega de defensa y su equipo es el Al-Hilal Saudi F. C. de la Liga Profesional Saudí. Es internacional absoluto por la selección de Arabia Saudita desde 2019.

## Trayectoria
Formado en las inferiores del Al-Shabab, debutó con el primer equipo del club el 2 de enero de 2019 ante Al-Sahel en la Copa del Rey de Campeones.
El 31 de agosto de 2019 fue enviado a préstamo al Al-Wehda; disputó ocho encuentros en el club.

## Selección nacional
Fue internacional con Arabia Saudita en varias categorías inferiores. A este nivel disputó: la Copa Mundial de Fútbol Sub-20 de 2017, la Copa Mundial de Fútbol Sub-20 de 2019, el Campeonato sub-19 de la AFC 2018, el Campeonato Sub-23 de la AFC 2020 y la Copa Asiática Sub-23 de la AFC de 2022.
Debutó con la selección de Arabia Saudita el 19 de noviembre de 2019 ante Paraguay en un amistoso. Formó parte del plantel que logró el segundo lugar en la Copa de Naciones del Golfo de 2019.
Fue convocado a la Copa Mundial de Fútbol de 2022.

### Participaciones en categorías inferiores
| Copa                                   | Sede          | Resultado        |
| -------------------------------------- | ------------- | ---------------- |
| Copa Mundial de Fútbol Sub-20 de 2017  | Corea del Sur | Octavos de final |
| Copa Mundial de Fútbol Sub-20 de 2019  | Polonia       | Fase de grupos   |
| Campeonato sub-19 de la AFC 2018       | Indonesia     | Campeón          |
| Campeonato Sub-23 de la AFC 2020       | Tailandia     | Subcampeón       |
| Copa Asiática Sub-23 de la AFC de 2022 | Uzbekistán    | Campeón          |

### Participaciones en torneos continentales
| Copa                               | Sede  | Resultado        |
| ---------------------------------- | ----- | ---------------- |
| Campeonato de la WAFF 2019         | Irak  | Fase de grupos   |
| Copa de Naciones del Golfo de 2019 | Catar | Subcampeón       |
| Copa Asiática 2023                 | Catar | Octavos de final |

### Participaciones en Copas del Mundo
| Copa                           | Sede  | Resultado      |
| ------------------------------ | ----- | -------------- |
| Copa Mundial de Fútbol de 2022 | Catar | Fase de grupos |

## Clubes
| Club                 | País           | Año       |
| -------------------- | -------------- | --------- |
| Al-Shabab            | Arabia Saudita | 2018-2023 |
| Al-Wehda (préstamo)  | Arabia Saudita | 2019-2020 |
| Al-Hilal Saudi F. C. | Arabia Saudita | 2023-act. |

## Palmarés

### Títulos internacionales
| Título                         | Equipo                                       | Sede       | Año  |
| ------------------------------ | -------------------------------------------- | ---------- | ---- |
| Campeonato sub-19 de la AFC    | Selección de fútbol sub-20 de Arabia Saudita | Indonesia  | 2018 |
| Copa Asiática Sub-23 de la AFC | Selección de fútbol sub-23 de Arabia Saudita | Uzbekistán | 2022 |